# Carthay Circle
Carthay Circle es un área no incorporada ubicada en el condado de Los Ángeles en el estado estadounidense de California.

## Geografía
Carthay Circle se encuentra ubicada en las coordenadas 34°3′40″N 118°22′2″O / 34.06111, -118.36722.